# Gertrudis (novela)
Gertrudis (o Gertrud) es una novela escrita por Hermann Hesse publicada en 1910. Con tintes autobiográficos, habla a través de las memorias de Kuhn, un músico lisiado, acerca de lo que él concibe del amor y sus decepciones. Está inspirada en el libro de Friedrich Nietzsche, El nacimiento de la tragedia desde el espíritu de la música. Supuso una crisis de creatividad en Hesse. Acabó a duras penas la obra y más tarde la consideró fallida.

## Argumento
La novela se remonta a los primeros años de vida de Kuhn, quien decide desde la infancia que la música se convertiría en su vocación. Con algunas dudas respecto a su familia, él emprende sus primeros años de aprendizaje en un Instituto de música donde conoce a sus primeros amigos, entre ellos Liddy, quien insistió a Kuhn a deslizarse sobre una enorme colina de nieve, donde sufrió un accidente y quedó con una lesión en la pierna, obligándolo a usar un bastón. Este suceso cambió su vida para siempre, porque lo acercó a la composición musical y modificó la perspectiva hacia sí mismo de forma radical. Tiempo después, conoció al cantante de ópera Mouth, quien tiene una vida muy desbordante y apasionada. Con la ayuda de su amigo Mouth, Kuhn se convierte en violinista de una orquesta, donde comienza su periodo de composición profesional. A la par conoce a Imthor, un hombre que realiza fiestas donde distintos músicos se reúnen. Él tiene una hija llamada Gertrude de quien Kuhn se enamora perdidamente. Se inspira de ella para crear una opera y llama a Mouth para convertirlos en sus cantantes principales. A partir de este encuentro entre Gertrude y Mouth, Kuhn aprende y explora las diferentes sensaciones del amor, la resiliencia y la decepción. 

## Análisis
En este caso en particular, Hesse se inspiró en el trabajo El nacimiento de la tragedia desde el espíritu de la música, donde Mouth representa elementos de Dioniso y Gertrude los de Apolo. La ópera de Kuhn representa la combinación de estos elementos y la concepción del arte y el desprendimiento de este del artista. También es mencionada la teosofía a través del maestro de la infancia de Kuhn.